# 马尔讷拉科凯特
马尔讷拉科凯特（法語：Marnes-la-Coquette，法語發音：[maʁn la kɔkɛt] ⓘ）是法国法兰西岛大区上塞纳省的一个市镇，属于布洛涅-比扬古区。

## 地理
马尔讷拉科凯特（48°49'49"N, 2°10'38"E）面积3.48 平方千米，位于法国法蘭西島大區上塞纳省，该省份为法国北部内陆省份，毗邻巴黎。
与马尔讷拉科凯特接壤的市镇（或旧市镇、城区）包括：阿夫赖城、凡尔赛、沃克勒松、加尔什、圣克卢。
马尔讷拉科凯特的时区为UTC+01:00、UTC+02:00（夏令时）。

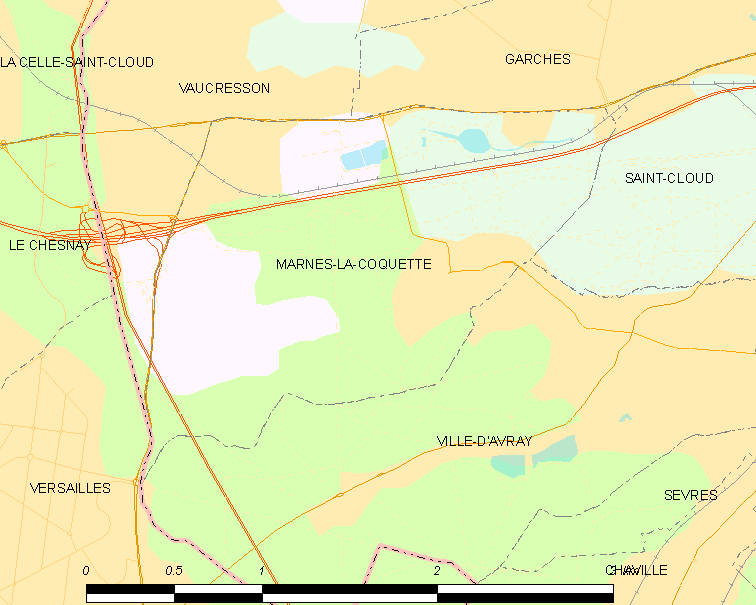
马尔讷拉科凯特的OSM定位图

## 行政
马尔讷拉科凯特的邮政编码为92430，INSEE市镇编码为92047。

## 政治
马尔讷拉科凯特所属的省级选区为圣克卢县。

## 人口

1962-2008年间马尔讷拉科凯特人口变化图示

马尔讷拉科凯特于2022年1月1日时的人口数量为1758人。